# Нарот
Нарот (арм. Նարոտ) — в армянском свадебном обряде свитый из красно-зелёных нитей шнур, повязываемый священником в церкви на шею или руку жениху и невесте как символ бракосочетания, пути брачной пары. Нарот надевали и на шею ребёнка при крещении. С помощью этого оберега ребёнок проходил инициацию, переходя из ритуально нечистого состояния в ритуально чистое. 